# 謝正義
谢正义（1966年7月—），男，江苏泰兴人，中华人民共和国政治人物。中国矿业大学社科系思想政治教育专业、自动化系计算机科学与应用专业、管理科学与工程专业毕业，博士研究生学历、高级工程师、中共十九大代表，现任江苏省人民政府国有资产监督管理委员会主任。

## 生平
1990年12月加入中国共产党。1992年获中国矿业大学学士学位（社科系、自动化系）。1992年7月参加工作，历任徐州矿务局夹河煤矿采煤二区采煤工，徐州矿务局党政办公室秘书科正科级秘书，通讯计算机处副处长、处长。
1999年在职获中国矿业大学管理学硕士学位（管理科学与工程专业）。
2000年任江苏省信息产业厅副厅长、党组成员（公选）。2006年任江苏省信息产业厅厅长、党组书记（公选）。
2009年任扬州市委副书记、代市长。2010年任扬州市委副书记、市长。
2012年2月，任中共扬州市委书记。
2019年12月，任江苏省国信集团董事长。
2021年10月，任江苏省人民政府国有资产监督管理委员会主任。